# Inés Bulacio
Inés Bulacio es una maestra de escuela hospitalaria y domiciliaria argentina. Ejerció en el ámbito de la docencia por casi 30 años, es maestra particular y enseña en el hospital, con técnicas y lecciones que pretenden garantizar el derecho a la educación para aquellos estudiantes que, por cuestiones de salud, no pueden asistir a una institución educativa. De esta manera, se evita el problema del ausentismo, la repetición de grados y la deserción escolar. Entre sus estudiantes se encuentran niños y adolescentes con enfermedades leves, graves o crónicas, muchos de los cuales provienen de sectores pobres, y no solo de diferentes regiones de Argentina, sino también de otros países latinoamericanos. 

## Innovación educativa
Su actividad docente la realiza en la Escuela Hospitalaria N.º 1, Dr. Ricardo Gutiérrez de Buenos Aires, en la que es responsable del taller de medios de comunicación.
Destaca por ser la impulsora del proyecto de radio escolar en el que niños y niñas, hospitalizados o en tratamiento ambulatorio, producen cortometrajes animados y programas educativos de radio.

## Premios y nominaciones
Fue finalista del Global Teacher Prize en 2016.
Obtuvo el Premio Isalud en la categoría de Educación y Salud en noviembre de 2017.